# Död på krita
Död på krita (originaltitel: Mort à crédit) är en roman från 1936 av den franske författaren Louis-Ferdinand Céline. Den handlar om en fattigläkare i Paris och består till största delen av humoristiska tillbakablickar till huvudpersonens barndom och ungdom. Det var Célines andra roman, efter det mycket uppmärksammade genombrottet Resa till nattens ände. Död på krita blev även den en stor försäljningsframgång. Boken gavs ut på svenska 1977 i översättning av C.G. Bjurström.